# Chichester (États-Unis)
Pour les articles homonymes, voir Chichester.
Chichester est une municipalité américaine située dans le comté de Merrimack au New Hampshire. Selon le recensement de 2010, sa population est de 2 523 habitants.

## Géographie
La municipalité s'étend sur 21,12 milles carrés (54,7 km2), dont 0,11 milles carrés (0,28 km2) d'étendues d'eau.

## Histoire
Chichester fondée en 1727 et nommée en l'honneur de Thomas Pelham-Holles, qui portait le titre de comte de Chichester.